# Minčol (Góry Czerchowskie)
Minčol (1157 m) – najwyższy szczyt Gór Czerchowskich we wschodniej Słowacji. Wznosi się w północno-zachodniej części tej grupy górskiej. Szczyt pokrywa rozległa polana. Na wschodnich zboczach góry bije źródło Topľi. Najkrótsze wejście prowadzi ze wsi Livovská Huta.
Minčol jest zwornikiem dla 4 grzbietów:
- południowo-zachodni, poprzez Lysą horę opadający do doliny Ľubotínska pahorkatina
- północno-zachodni do szczytu Minčolík
- północno-wschodni do szczytu Malý  Minčol
- południowo-wschodni biegnący przez Lazy i Hyrovą do przełęczy Ždiare

Wszystkimi tymi grzbietami prowadzą na Minčola znakowane szlaki turystyczne.
Na szczycie znajduje się żelbetowy obelisk, wzniesiony w pierwszej połowie lat 30. XX w. jako jeden z siedemnastu głównych punktów czechosłowackiej sieci triangulacyjnej I rzędu. Widnieją na nim herby trzech miast – siedzib powiatów, których granice stykają się na wierzchołku Minčola: Bardiowa, Starej Lubowli i Sabinova (dodany w 2012 r.) oraz herb stolicy kraju preszowskiego - Preszowa. Okolicznościowa tablica upamiętnia XXVI zlot słowackich turystów z 1979 r., który odbywał się w niedalekich Lipanach..
Sam szczyt i znaczną część grzbietów w jego najbliższym otoczeniu obejmuje rezerwat przyrody Čergovský Minčol. Rejon szczytu  i cały grzbiet od Minčola po Lazy są trawiaste. To pozostałości dawnych hal pasterskich, mocno już zarośnięte borówczyskami. Dzięki temu z Minčola i jego grzbietu do wierzchołka Lazy rozciąga się szeroka panorama widokowa. Na samym Minčolu widoki na południową stronę przesłaniają drzewa. Najszersze widoki są z nienazwanego wierzchołka z krzyżem pomiędzy Minčolem a Lazami.

## Szlaki turystyczne
– wieś Ďurková – wieś Šarišské Jastrabie – Minčolík – przełęcz Pod Minčolom – Minčol – Lazy – wieś Livovská Huta
  – wieś Pusté Pole – Kyjov – Lysá hora – przełęcz Pod Minčolom – Minčol – Lazy – Hyrová – przełęcz Ždiare – Forgáčka – Dvoriská – Hrašovík – przełęcz Priehyby – Solisko – przełęcz Lysina – Veľká Javorina – Čergov – przełęcz Čergov – wieś Osikov – wieś Vaniškovce
  – wieś Čirč – Minčol – Lazy – wieś Kamenica
  – graniczny grzbiet Gór Leluchowskich – wieś Obručné – Dlhá – przełęcz Pod Dlhou – Murianík – Malý Minčol – Minčol